# Allium drummondii
Espèce
Classification APG III (2009)
Allium drummondii, aussi appelé oignon de Drummond, ail sauvage et oignon des prairies, est une espèce herbacée vivace à bulbe du genre Allium de la famille des Amaryllidaceae.
Elle a pour synonymes hétérotypiques : 
- Allium drummondii f. asexuale Ownbey in Res. Stud. State Coll. Wash. 18: 204 (1951)
- Allium helleri Small in Fl. S.E. U.S.: 264 (1903)
- Allium nuttallii S.Watson in Proc. Amer. Acad. Arts 14: 227 (1879)
- Allium reticulatum var. nuttallii (S.Watson) M.E.Jones in Contr. W. Bot. 12: 80 (1908)

## Origine
Allium drummondii est une espèce d'oignon originaire du sud des Grandes Plaines de l'Amérique du Nord. Elle est native de l'Arkansas, du Kansas, du Nord Ouest du Mexique du Nebraska, du Nouveau Mexique, de l'Oklahoma et du Texas,,.

## Description
Allium drummondii est un bulbe rustique qui atteint 30 cm de hauteur. Les fleurs apparaissent en avril et mai, leurs couleurs allant du blanc au rose. L'espèce est hermaphrodite et est pollinisée par des insectes. C'est une espèce commune, considérée comme envahissante dans certaines régions,,.

## Culture
Cette espèce se plait en situation ensoleillée, dans un sol léger et bien drainé. Sa culture est possible dans les jardins de rocailles, bien que, dans les zones froides et humides, il soit préférable de la cultiver dans une serre froide. Les bulbes doivent être plantés assez profondément.
Ces plantes sont très appréciées des animaux de pâturage et sont devenues rares ou absentes dans les prairies.

## Utilisation
Crus ou cuits les bulbes sont utilisés principalement comme condiments, Le bulbe est également consommé comme légume. De petite taille, jusqu'à 25 mm de haut et 15 mm de diamètre. Les feuilles sont aussi consommées crues ou cuites. Les. fleurs crues peuvent servir de garniture sur les salades.
Le jus de la plante est utilisé comme répulsif contre les mites. On dit que la plante entière repousse les insectes et les taupes.